# Roestbruine wapendrager
De roestbruine wapendrager (Clostera anastomosis) is een vlinder uit de familie van de tandvlinders (Notodontidae), die verspreid over het Palearctisch gebied voorkomt. Hij heeft een spanwijdte van 30 tot 40 millimeter. De soort overwintert als pop of soms als rups.

## Waardplanten
De waardplanten van de bruine wapendrager zijn populieren en soms wilgen. In populierenbossen kunnen de rupsen de bomen flink ontbladeren, maar in het algemeen herstellen die hiervan.

## Voorkomen in Nederland en België
De bruine wapendrager is in Nederland na 1950 niet meer waargenomen. In België is het een zeer lokale en zeldzame soort uit het zuiden.